# J. Howard McGrath
James Howard McGrath (28 de Novembro de 1903 — 2 de Setembro de 1966), mais conhecido por J. Howard McGrath, foi um jurista e político norte-americano, ligado ao Partido Democrata no estado de Rhode Island, estado do qual foi governador entre 1941 e 1945.

## Carreira política

### Governador e senador de Rhode Island
McGrath começou sua carreira política em 1940, quando foi eleito governador de Rhode Island. Exerceu esse cargo até 1945.
Em 1946, foi eleito para o Senado dos Estados Unidos como candidato do Partido Democrata. De 1947 a 1949 representou os interesses de seu estado. Durante este tempo, ele também foi presidente do Comitê Nacional Democrata e, portanto, o líder de fato do Partido Democrata. Ele também serviu brevemente como presidente do Comitê do Senado para o Distrito de Columbia de 3 de janeiro a 24 de agosto de 1949.

### Procurador-geral sob o presidente Truman
Entre seus mandatos de governador e senador, atuou como procurador-geral de 1945 a 1946 e, portanto, o funcionário do Departamento de Justiça que representa o governo federal perante a Suprema Corte quando é parte em um processo. Depois do ministro da Justiça e do seu vice-procurador-geral, foi o terceiro na hierarquia do Ministério da Justiça.
Em 24 de agosto de 1949, o presidente Harry S. Truman o nomeou para seu gabinete, sucedendo o procurador-geral Tom C. Clark. Após uma investigação de corrupção dentro do Ministério da Justiça, ele renunciou ao cargo em 3 de abril de 1952.

Em 1960, ele concorreu sem sucesso à eleição como candidato democrata ao Senado por Rhode Island.